# Кютт, Керт
Керт Кютт (эст. Kert Kütt; 9 октября 1980, Пярну) — эстонский футболист, вратарь.

## Биография
Воспитанник пярнуского футбола. Начинал взрослую карьеру в клубе «Пярну ЯК», игравшем в первой лиге. В 1999 году перешёл в систему таллинской «Флоры», играл за её основную команду, а также за фарм-клубы, выступавшие в высшей и первой лигах Эстонии — клубы из посёлка Лелле, «Курессааре», «Тервис» (Пярну), «Валга Уорриор». В составе «Флоры» — чемпион Эстонии 2001 года (сыграл 4 матча), бронзовый призёр 1999 года (8 матчей). В 2002 году перешёл в «Тулевик» (Вильянди) и в первых двух сезонах сыграл все 56 матчей в чемпионате, сезон 2004 года тоже начал как основной вратарь, но уже весной после 5 игр покинул клуб.
В 2005 году присоединился к новичку высшей лиги «Таммеке» (Тарту) и за три сезона сыграл почти 100 матчей. В 2008 году перешёл в столичную «Левадию» и стал двукратным чемпионом Эстонии (2008, 2009), однако основным вратарём клуба стать не смог. В 2010 году перешёл в «Нымме Калью», где провёл два сезона в роли основного голкипера. Вице-чемпион Эстонии 2011 года.
С 2012 года в течение нескольких лет выступал за рубежом. В начале 2012 года был в составе таиландского клуба «Арми Юнайтед», затем играл в высшем дивизионе Финляндии за «Хаку», провёл 13 матчей, а клуб занял последнее место. В 2013 году перешёл в клуб второго дивизиона Финляндии «КооТееПее», на следующий год преобразованный в «КТП», и в каждом из сезонов отыграл все 27 матчей. Вице-чемпион второго дивизиона 2014 года. В 2015 году играл в третьем дивизионе Норвегии за «Валдрес».
Последний сезон в профессиональной карьере провёл на родине в составе «Пайде». Позднее выступал в соревнованиях по футзалу.
Всего в высшем дивизионе Эстонии сыграл 286 матчей.
Выступал за сборные Эстонии младших возрастов.

## Достижения
- Чемпион Эстонии: 2001, 2008, 2009
- Серебряный призёр чемпионата Эстонии: 2011
- Бронзовый призёр чемпионата Эстонии: 1999